# 国务院机构改革
中华人民共和国国务院自1954年9月27日成立以来，经历了多次较大的机构改革。

## 附：中央人民政府政务院

### 周恩来时期——1952年
1. 1952年8月7日中央人民政府委员会第十七次会议通过，1952年8月10日中央人民政府公布《中央人民政府委员会关于调整中央人民政府机构的决议》：
  1. 撤销中央人民政府情报总署、中央人民政府新闻总署；
  2. 设立中央人民政府对外贸易部、中央人民政府商业部，撤销中央人民政府贸易部；
  3. 设立中央人民政府第一机械工业部，中央人民政府第二机械工业部、中央人民政府建筑工程部、中央人民政府地质部、中央人民政府粮食部。
2. 1952年11月15日中央人民政府委员会第十九次会议通过，1952年11月16日中央人民政府公布《中央人民政府委员会关于增设中央人民政府机构的决议》：
  1. 设立中央人民政府国家计划委员会；
  2. 设立中央人民政府高等教育部；
  3. 设立中央人民政府扫除文盲工作委员会；
  4. 设立中央人民政府体育运动委员会。

## 1954年至1978年

### 周恩来时期——1956年
1. 1956年5月12日第一届全国人民代表大会常务委员会第四十次会议讨论了国务院总理周恩来提出的关于调整国务院所属组织机构的议案，通过《全国人民代表大会常务委员会关于调整国务院所属组织机构的决议》。
  1. 决定撤销：
    1. 中华人民共和国重工业部
    2. 中华人民共和国第三机械工业部
    3. 中华人民共和国地方工业部

  2. 决定设立：
    1. 中华人民共和国国家经济委员会
    2. 中华人民共和国国家技术委员会
    3. 中华人民共和国冶金工业部
    4. 中华人民共和国化学工业部
    5. 中华人民共和国建筑材料工业部
    6. 中华人民共和国电机制造工业部
    7. 中华人民共和国食品工业部
    8. 中华人民共和国水产部
    9. 中华人民共和国农垦部
    10. 中华人民共和国森林工业部
    11. 中华人民共和国城市建设部
    12. 中华人民共和国城市服务部。

  3. 批准国务院撤销城市建设总局，设立物资供应总局和专家局，作为国务院直属机构。原专家工作局改名为外国专家局。

### 周恩来时期——1958年
1. 1958年2月11日第一届全国人民代表大会第五次会议根据1958年2月6日国务院总理周恩来《关于提请调整国务院所属组织机构的议案》，通过《第一届全国人民代表大会第五次会议关于调整国务院所属组织机构的决定》
2. #撤销国家建设委员会。国家建设委员会管理的工作，分别交由国家计划委员会、国家经济委员会和建筑工程部管理。
  1. 商业部改名为第一商业部。城市服务部改为第二商业部。
  2. 第一机械工业部、第二机械工业部和电机制造工业部合并成为第一机械工业部。第三机械工业部改名为第二机械工业部。
  3. 电力工业部和水利部合并成为水利电力部。
  4. 建筑材料工业部、建筑工程部和城市建设部合并成为建筑工程部。
  5. 轻工业部和食品工业部合并成为轻工业部。
  6. 林业部和森林工业部合并成为林业部。
  7. 设立对外文化联络委员会，撤销对外文化联络局。
  8. 高等教育部和教育部合并成为教育部。

### 周恩来时期——1964年
1. 1964年6月9日第二届全国人民代表大会常务委员会第119次会议通过《全国人民代表大会常务委员会关于设立对外经济联络委员会的决议》：
  1. 设立中华人民共和国对外经济联络委员会，撤销对外经济联络总局。

## 1978年改革开放至今

### 华国锋时期——1979年
1. 1979年3月4日，国务院批准国家建设委员会的报告，决定将一机部所属的设备成套总局整建制划出，设立国务院直属机构国家机械设备成套总局，由国家建委代管。
2. 1979年10月9日，国务院批准余秋里的建议．将一机部所属仪器仪表工业总局的建制划出，设立国务院直属机构国家仪器仪表工业总局，由一机部代管。

### 赵紫阳时期——1982年
1. 1982年5月4日，第五届全国人大常委会第二十三次会议通过决议，将一机部、农机部、国家仪器仪表工业总局和国家机械设备成套总局，合并成立机械工业部。

### 李鹏时期——1988年
第七届全国人民代表大会第一次会议审议了国务院机构改革方案和国务委员宋平关于国务院机构改革方案的说明，决定原则批准国务院机构改革方案。

### 李鹏时期——1993年
第八届全国人民代表大会第一次会议审议了国务院机构改革方案和国务院秘书长罗干关于国务院机构改革方案的说明，决定原则批准国务院机构改革方案。

### 朱镕基时期——1998年
1998年3月10日，第九届全国人民代表大会第一次会议听取了国务委员兼国务院秘书长罗干关于国务院机构改革方案的说明，审议了国务院机构改革方案，决定批准国务院机构改革方案。
1. 不再保留的有15个部、委
  1. 中华人民共和国电力工业部
  2. 中华人民共和国煤炭工业部
  3. 中华人民共和国冶金工业部
  4. 中华人民共和国机械工业部
  5. 中华人民共和国电子工业部
  6. 中华人民共和国化学工业部
  7. 中华人民共和国国内贸易部
  8. 中华人民共和国邮电部
  9. 中华人民共和国劳动部
  10. 中华人民共和国广播电影电视部
  11. 中华人民共和国地质矿产部
  12. 中华人民共和国林业部
  13. 中华人民共和国国家体育运动委员会
  14. 中华人民共和国国防科学技术工业委员会
  15. 中华人民共和国国家经济体制改革委员会
2. 新组建的有4个部、委
  1. 中华人民共和国国防科学技术工业委员会
  2. 中华人民共和国信息产业部
  3. 中华人民共和国劳动和社会保障部
  4. 中华人民共和国国土资源部
3. 更名的有3个部、委
  1. 中华人民共和国国家计划委员会更名为中华人民共和国国家发展计划委员会
  2. 中华人民共和国科学技术委员会更名为中华人民共和国科学技术部
  3. 中华人民共和国国家教育委员会更名为中华人民共和国教育部

### 温家宝时期——2003年
2003年3月10日，第十届全国人民代表大会第一次会议第三次全体会议以绝对多数通过了《第十届全国人民代表大会关于国务院机构改革方案的决定》。方案特别提出了“决策、执行、监督”三权相协调的要求。
1. 深化国有资产管理体制改革，设立国务院国有资产监督管理委员会。
2. 完善宏观调控体系，将国家发展计划委员会改组为国家发展和改革委员会。
3. 健全金融监管体制，设立中国银行业监督管理委员会。
4. 继续推进流通管理体制改革，组建商务部。
5. 加强食品安全和安全生产监管体制建设，在国家药品监督管理局基础上组建国家食品药品监督管理局，将国家经济贸易委员会管理的国家安全生产监督管理局改为国务院直属机构。
6. 将国家计划生育委员会更名为国家人口和计划生育委员会。
7. 不再保留国家经济贸易委员会、对外贸易经济合作部。

改革后，除国务院办公厅外，国务院组成部门有28个。

### 温家宝时期——2008年
2008年3月15日，第十一届全国人民代表大会第一次会议第五次全体会议以赞成2744票，反对117票，弃权99票通过《第十一届全国人民代表大会第一次会议关于国务院机构改革方案的决定》，批准《国务院机构改革方案》。
机构改革后国务院主要组成部门变动如下：
1. 设立高层次议事协调机构国家能源委员会。组建国家能源局，由国家发展和改革委员会管理。
2. 组建工业和信息化部。组建国家国防科技工业局，由工业和信息化部管理。国家烟草专卖局改由工业和信息化部管理。不再保留国防科学技术工业委员会、信息产业部、国务院信息化工作办公室。
3. 组建交通运输部。组建国家民用航空局，由交通运输部管理。国家邮政局改由交通运输部管理。不再保留交通部、中国民用航空总局。
4. 组建人力资源和社会保障部。组建国家公务员局，由人力资源和社会保障部管理。不再保留人事部、劳动和社会保障部。
5. 组建环境保护部。不再保留国家环境保护总局。
6. 组建住房和城乡建设部。不再保留建设部。
7. 国家食品药品监督管理局改由卫生部管理。明确卫生部承担食品安全综合协调、组织查处食品安全重大事故的责任。

### 李克强时期——2013年
2013年3月15日，第十二届全国人民代表大会第一次会议第二次全体会议以绝对多数通过《第十二届全国人民代表大会第一次会议关于国务院机构改革和职能转变方案的决定》。这次改革，国务院正部级机构减少4个，其中组成部门减少2个，副部级机构增减相抵数量不变。改革后，除国务院办公厅外，国务院设置组成部门25个：
机构改革后国务院主要组成部门变动如下：
1. 实行铁路政企分开。组建国家铁路局，由交通运输部管理，承担铁道部的其他行政职责。组建中国铁路总公司，承担铁道部的企业职责。不再保留铁道部。
2. 组建国家卫生和计划生育委员会。将卫生部的职责、国家人口和计划生育委员会的计划生育管理和服务职责整合，组建国家卫生和计划生育委员会。将国家人口和计划生育委员会的研究拟订人口发展战略、规划及人口政策职责划入国家发展和改革委员会。国家中医药管理局由国家卫生和计划生育委员会管理。不再保留卫生部、国家人口和计划生育委员会。
3. 组建国家食品药品监督管理总局。将国务院食品安全委员会办公室的职责、国家食品药品监督管理局的职责、国家质量监督检验检疫总局的生产环节食品安全监督管理职责、国家工商行政管理总局的流通环节食品安全监督管理职责整合，组建国家食品药品监督管理总局。将工商行政管理、质量技术监督部门相应的食品安全监督管理队伍和检验检测机构划转食品药品监督管理部门。保留国务院食品安全委员会。国家食品药品监督管理总局加挂国务院食品安全委员会办公室牌子。不再保留国家食品药品监督管理局和单设的国务院食品安全委员会办公室。
4. 组建国家新闻出版广电总局。将国家新闻出版总署、国家广播电影电视总局的职责整合，组建国家新闻出版广电总局。不再保留国家广播电影电视总局、国家新闻出版总署。
5. 重新组建国家海洋局。将现国家海洋局及其中国海监、公安部边防海警、农业部中国渔政、海关总署海上缉私警察的队伍和职责整合，重新组建国家海洋局，由国土资源部管理。
6. 重新组建国家能源局。将现国家能源局、国家电力监管委员会的职责整合，重新组建国家能源局，由国家发展和改革委员会管理。不再保留国家电力监管委员会。

### 李克强时期——2018年
2018年3月17日第十三届全国人民代表大会第一次会议通过《第十三届全国人民代表大会第一次会议关于国务院机构改革方案的决定》，批准《国务院机构改革方案》。根据此次改革方案，国务院正部级机构减少8个，副部级机构减少7个，除国务院办公厅外，国务院设置组成部门26个。此次机构改革属于深化党和国家机构改革的一部分。
机构改革后国务院主要组成部门变动如下：
1. 组建自然资源部。将国土资源部的职责、国家发展和改革委员会的组织编制主体功能区规划职责、住房和城乡建设部的城乡规划管理职责、水利部的水资源调查和确权登记管理职责、农业部的草原资源调查和确权登记管理职责、国家林业局的森林、湿地等资源调查和确权登记管理职责、国家海洋局的职责、国家测绘地理信息局的职责整合，组建自然资源部，作为国务院组成部门，对外保留国家海洋局牌子。不再保留国土资源部、国家海洋局、国家测绘地理信息局。
2. 组建生态环境部。将环境保护部的职责、国家发展和改革委员会的应对气候变化和减排职责、国土资源部的监督防止地下水污染职责、水利部的编制水功能区划、排污口设置管理、流域水环境保护职责、农业部的监督指导农业面源污染治理职责、国家海洋局的海洋环境保护职责、国务院南水北调工程建设委员会办公室的南水北调工程项目区环境保护职责整合，组建生态环境部，作为国务院组成部门，对外保留国家核安全局牌子。不再保留环境保护部。
3. 组建农业农村部。将农业部的职责、以及国家发展和改革委员会、财政部、国土资源部、水利部的有关农业投资项目管理职责整合，组建农业农村部，作为国务院组成部门。将农业部的渔船检验和监督管理职责划入交通运输部。不再保留农业部。
4. 组建文化和旅游部。将文化部、国家旅游局的职责整合，组建文化和旅游部，作为国务院组成部门。不再保留文化部、国家旅游局。
5. 组建国家卫生健康委员会。将国家卫生和计划生育委员会、国务院深化医药卫生体制改革领导小组办公室、全国老龄工作委员会办公室的职责、工业和信息化部的牵头《烟草控制框架公约》履约工作职责、国家安全生产监督管理总局的职业安全健康监督管理职责整合，组建国家卫生健康委员会，作为国务院组成部门。保留全国老龄工作委员会，日常工作由国家卫生健康委员会承担。民政部代管的中国老龄协会改由国家卫生健康委员会代管。国家中医药管理局由国家卫生健康委员会管理。不再保留国家卫生和计划生育委员会，不再设立国务院深化医药卫生体制改革领导小组办公室。
6. 组建退役军人事务部。将民政部的退役军人优抚安置职责、人力资源和社会保障部的军官转业安置职责、以及中央军委政治工作部、中央军委后勤保障部有关职责整合，组建退役军人事务部，作为国务院组成部门。
7. 组建应急管理部。将国家安全生产监督管理总局的职责、国务院办公厅的应急管理职责、公安部的消防管理职责、民政部的救灾职责、国土资源部的地质灾害防治、水利部的水旱灾害防治、农业部的草原防火、国家林业局的森林防火相关职责、中国地震局的震灾应急救援职责以及国家防汛抗旱总指挥部、国家减灾委员会、国务院抗震救灾指挥部、国家森林防火指挥部的职责整合，组建应急管理部，作为国务院组成部门。中国地震局、国家煤矿安全监察局划由应急管理部管理。不再保留国家安全生产监督管理总局。
8. 重新组建科学技术部。将科学技术部、国家外国专家局的职责整合，重新组建科学技术部，作为国务院组成部门。
9. 重新组建司法部。将司法部和国务院法制办公室的职责整合，重新组建司法部，作为国务院组成部门。不再保留国务院法制办公室。
10. 优化水利部职责。将国务院三峡工程建设委员会及其办公室、国务院南水北调工程建设委员会及其办公室并入水利部。不再保留国务院三峡工程建设委员会及其办公室、国务院南水北调工程建设委员会及其办公室。
11. 优化审计署职责。将国家发展和改革委员会的重大项目稽察、财政部的中央预算执行情况和其他财政收支情况的监督检查、国务院国有资产监督管理委员会的国有企业领导干部经济责任审计和国有重点大型企业监事会的职责划入审计署。不再设立国有重点大型企业监事会。
12. 不再保留监察部、国家预防腐败局，监察部、国家预防腐败局并入国家监察委员会。
13. 组建国家市场监督管理总局。将国家工商行政管理总局的职责、国家质量监督检验检疫总局的职责、国家食品药品监督管理总局的职责、国家发展和改革委员会的价格监督检查与反垄断执法职责、商务部的经营者集中反垄断执法以及国务院反垄断委员会办公室等职责整合，组建国家市场监督管理总局，作为国务院直属机构。组建国家药品监督管理局，由国家市场监督管理总局管理。将国家质量监督检验检疫总局的出入境检验检疫管理职责和队伍划入海关总署。保留国务院食品安全委员会、国务院反垄断委员会。国家认证认可监督管理委员会、国家标准化管理委员会职责划入国家市场监督管理总局，对外保留牌子。不再保留国家工商行政管理总局、国家质量监督检验检疫总局、国家食品药品监督管理总局。
14. 组建国家广播电视总局。在国家新闻出版广电总局广播电视管理职责的基础上组建国家广播电视总局，作为国务院直属机构。不再保留国家新闻出版广电总局。
15. 组建中国银行保险监督管理委员会。将中国银行业监督管理委员会和中国保险监督管理委员会的职责整合，组建中国银行保险监督管理委员会，作为国务院直属事业单位。将中国银行业监督管理委员会和中国保险监督管理委员会拟订银行业、保险业重要法律法规草案和审慎监管基本制度的职责划入中国人民银行。不再保留中国银行业监督管理委员会、中国保险监督管理委员会。
16. 组建国家国际发展合作署。将商务部对外援助工作有关职责、外交部对外援助协调等职责整合，组建国家国际发展合作署，作为国务院直属机构。
17. 组建国家医疗保障局。将人力资源和社会保障部的城镇职工和城镇居民基本医疗保险、生育保险职责、国家卫生和计划生育委员会的新型农村合作医疗职责、国家发展和改革委员会的药品和医疗服务价格管理职责、民政部的医疗救助职责整合，组建国家医疗保障局，作为国务院直属机构。
18. 组建国家粮食和物资储备局。将国家粮食局的职责，国家发展和改革委员会的组织实施国家战略物资收储、轮换和管理，管理国家粮食、棉花和食糖储备等职责，以及民政部、商务部、国家能源局等部门的组织实施战略和应急储备物资收储、轮换和日常管理职责整合，组建国家粮食和物资储备局，由国家发展和改革委员会管理。不再保留国家粮食局。
19. 组建国家移民管理局。将公安部的出入境管理、边防检查职责整合，建立健全签证管理协调机制，组建国家移民管理局，由公安部管理。
20. 组建国家林业和草原局。将国家林业局的职责、农业部的草原监督管理职责、以及国土资源部、住房和城乡建设部、水利部、农业部、国家海洋局等部门的自然保护区、风景名胜区、自然遗产、地质公园等管理职责整合，组建国家林业和草原局，由自然资源部管理。不再保留国家林业局。
21. 重新组建国家知识产权局。将国家知识产权局的职责、国家工商行政管理总局的商标管理职责、国家质量监督检验检疫总局的原产地地理标志管理职责整合，重新组建国家知识产权局，由国家市场监督管理总局管理。
22. 调整全国社会保障基金理事会隶属关系。将全国社会保障基金理事会由国务院管理调整为由财政部管理，承担基金安全和保值增值的主体责任，作为基金投资运营机构，不再明确行政级别。
23. 改革国税地税征管体制。将省级和省级以下国税地税机构合并。国税地税机构合并后，实行以国家税务总局为主与省（区、市）人民政府双重领导管理体制。

### 李强时期——2023年
這時期的改革具有強調軍工、強調技術研發的特徵，而經濟上的監管更為集中，不過管制程度是根據中央對於情勢的研判來決定，有時候也會簡政放權，鼓勵第一線的自己處理解決辦法。
1. 重新組建科學技術部，將科學技術部的組織擬訂科技促進農業農村發展規劃和政策、指導農村科技進步職責划入農業農村部。將科學技術部的組織擬訂科技促進社會發展規劃和政策職責分別划入國家發展和改革委員會、生態環境部、國家衛生健康委員會等部門。將科學技術部的組織擬訂高新技術發展及產業化規劃和政策，指導國家自主創新示範區、國家高新技術產業開發區等科技園區建設，指導科技服務業、技術市場、科技仲介組織發展等職責划入工業和資訊化部。將科學技術部的負責引進國外智力工作職責划入人力資源和社會保障部，在人力資源和社會保障部加掛國家外國專家局牌子。深化財政科技經費分配使用機制改革，完善中央財政科技計劃執行和專業機構管理體制，調整科學技術部的中央財政科技計劃（專項、基金等）協調管理、科研專案資金協調評估等職責，將科學技術部所屬中國農村技術開發中心划入農業農村部，中國生物技術發展中心划入國家衛生健康委員會，中國21世紀議程管理中心、科學技術部高技術研究發展中心划入國家自然科學基金委員會。
2. 組建國家金融監督管理總局，統一負責除證券業之外的金融業監管，強化機構監管、行為監管、功能監管、穿透式監管、持續監管，統籌負責金融消費者權益保護，加強風險管理和防範處置，依法查處違法違規行為，作為國務院直屬機構。不再保留中国银行保险监督管理委员会。
3. 深化地方金融监管体制改革。建立以中央金融管理部门地方派出机构为主的地方金融监管体制，统筹优化中央金融管理部门地方派出机构设置和力量配备。地方政府设立的金融监管机构专司监管职责，不再加挂金融工作局、金融办公室等牌子。
4. 中国证券监督管理委员会调整为国务院直属机构。强化资本市场监管职责，划入国家发展和改革委员会的企业债券发行审核职责，由中国证券监督管理委员会统一负责公司（企业）债券发行审核工作。
5. 撤销中国人民银行大区分行及分行营业管理部、总行直属营业管理部和省会城市中心支行，在31个省（自治区、直辖市）设立省级分行，在深圳、大连、宁波、青岛、厦门设立计划单列市分行。中国人民银行北京分行保留中国人民银行营业管理部牌子，中国人民银行上海分行与中国人民银行上海总部合署办公。不再保留中国人民银行县（市）支行。
6. 完善国有金融资本管理体制。按照国有金融资本出资人相关管理规定，将中央金融管理部门管理的市场经营类机构剥离，相关国有金融资产划入国有金融资本受托管理机构，由其根据国务院授权统一履行出资人职责。
7. 加强金融管理部门工作人员统一规范管理。中国人民银行、国家金融监督管理总局、中国证券监督管理委员会、国家外汇管理局及其分支机构、派出机构均使用行政编制，工作人员纳入国家公务员统一规范管理，执行国家公务员工资待遇标准。
8. 組建國家數據局，負責協調推進數據基礎制度建設，統籌數據資源整合共享和開發利用，統籌推進數字中國、數字經濟、數字社會規劃和建設等，由國家發展和改革委員會管理；將中央網絡安全和信息化委員會辦公室承擔的研究擬訂數字中國建設方案、協調推動公共服務和社會治理信息化、協調促進智慧城市建設、協調國家重要信息資源開發利用與共享、推動信息資源跨行業跨部門互聯互通等職責，國家發展和改革委員會承擔的統籌推進數字經濟發展、組織實施國家大數據戰略、推進數據要素基礎制度建設、推進數字基礎設施佈局建設等職責劃入國家數據局
9. 優化農業農村部職責。国家乡村振兴局的牵头开展防止返贫监测和帮扶，组织拟订乡村振兴重点帮扶县和重点地区帮扶政策，组织开展东西部协作、对口支援、社会帮扶，研究提出中央财政衔接推进乡村振兴相关资金分配建议方案并指导、监督资金使用，推动乡村帮扶产业发展，推动农村社会事业和公共服务发展等职责划入农业农村部，在农业农村部加挂国家乡村振兴局牌子。全国脱贫攻坚目标任务完成后的过渡期内，有关帮扶政策、财政支持、项目安排保持总体稳定，资金项目相对独立运行管理。不再保留单设的国家乡村振兴局。
10. 完善老龄工作体制。国家卫生健康委员会的组织拟订并协调落实应对人口老龄化政策措施、承担全国老龄工作委员会的具体工作等职责划入民政部。全国老龄工作委员会办公室改设在民政部。中国老龄协会改由民政部代管。
11. 完善知識產權管理體制
12. 國家信訪局调整为国务院直属机构
13. 精減中央國家機關人員編制，中央國家機關各部門人員編制統一按照5%的比例進行精減，收回的編制主要用於加強重點領域和重要工作。